# András Adorján
András Adorján, właśc. András Jocha (ur. 31 marca 1950 w Budapeszcie, zm. 11 maja 2023) – węgierski szachista (arcymistrz od 1973) i sędzia klasy międzynarodowej (International Arbiter od 1994), pretendent do tytułu mistrza świata w szachach.

## Kariera szachowa
Był czołowym szachistą węgierskim w latach 70. i 80. XX wieku. Na międzynarodowej arenie pojawił się w roku 1969, zdobywając w Sztokholmie tytuł wicemistrza świata juniorów (za Anatolijem Karpowem). Na przełomie 1969 i 1970 zwyciężył w pucharze Europy juniorów w Groningen. Największym jego sukcesem było zajęcie III-IV miejsca w turnieju międzystrefowym w Rydze w roku 1979, a następnie awans (po barażowym meczu ze swoim rodakiem, Zoltánem Ribli) do meczów pretendentów. Rozegrane w Bad Lauterberg w roku 1980 ćwierćfinałowe spotkanie z Robertem Hübnerem zakończyło się jego nikłą porażką w stosunku 4½ - 5½. Na swoim koncie posiada także zwycięstwa bądź dzielenie I miejsca w międzynarodowych turniejach rozegranych w Amsterdamie (1970, turniej B), Balatonszeplaku (1971), Warnie (1972), Luhacovicach (1973), Thornasby (1973), Olocie (1974, I m.), Lanzarote (1975), Osijeku (1978), Budapeszcie (1982), Gjøvik (1983), Banja Luce (1983, wspólnie z Krunoslavem Hulakiem i Jonathanem Speelmanem), Esbjergu (1985, turniej The North Sea Cup) oraz w słynnym turnieju otwartym World Open w Nowym Jorku (1987). Był również trzykrotnym (1984, 1992, 1993) indywidualnym mistrzem Węgier.
Od pierwszych lat 70. XX wieku należał przez 20 lat do podstawowych zawodników narodowej reprezentacji. Pomiędzy 1978 a 1992 r. sześciokrotnie wystąpił na szachowych olimpiadach (w 1978 r. zdobył w Buenos Aires złoty medal olimpijski), był również drużynowym wicemistrzem świata (1985) oraz ośmiokrotnym medalistą drużynowych mistrzostw Europy (w tym złotym za indywidualny wynik na V szachownicy w 1983 r.).
Najwyższy ranking w karierze osiągnął 1 lipca 1984 r., z wynikiem 2580 punktów dzielił wówczas 20. miejsce (wspólnie z Walterem Browne i Tigranem Petrosjanem) na światowej liście FIDE, jednocześnie zajmując 3. miejsce (za Lajosem Portischem i Zoltanem Riblim) wśród węgierskich szachistów.